# Strobilanthes pseudocollina
Strobilanthes pseudocollina là một loài thực vật có hoa trong họ Ô rô. Loài này được K.J. He & D.H. Qin mô tả khoa học đầu tiên năm 2007.